# Élection présidentielle comorienne de 2006
L’élection présidentielle comorienne de 2006 se tient les dimanche 16 avril et 14 mai 2006, pour élire le nouveau président de l'union des Comores, succédant au président sortant, Azali Assoumani.
Ahmed Abdallah Mohamed Sambi est élu président de l'union des Comores à l'issue du second tour avec 58,02 % des voix.

## Modalités
Le président de l'union des Comores est élu pour un mandat de quatre ans. La présidence de l'Union est tournante, selon le référendum de 2001 : tous les quatre ans, une île propose des candidats pour l'élection, le premier tour étant réservé à l'île en question, qui est en 2006 Anjouan.
Le premier tour est réservé à l'électorat anjouanais. Les trois candidats ayant obtenu le plus grand nombre de voix se présentent au second tour ouvert aux électeurs de tout le pays. Celui qui remporte le plus grand nombre de suffrages est élu président.

## Candidats
Treize candidats se présentent à l'élection présidentielle de 2006 :
- Caabi Mohamed El-Yachroutu, ancien Premier ministre et ancien vice-président de l'Union
- Ahmed Abdallah Mohamed Sambi, théologien musulman, ancien député
- Abderemane Ibrahim Halidi, ancien Premier ministre, soutenu par le Président sortant
- Mohamed Djaanfari
- Nourdine Midiladji
- Nassuf Ahmed Abdallah
- Halidy Charif
- Said Ali Youssouf
- Chadhouli Abdou
- Moussa Houmadi
- Loutfi Soulaimane
- Abdourahmane Mohamed Ben Ali
- Mohamed Ahmed-Chamanga

## Déroulement du scrutin

### Actions de la Communauté internationale
En raison de l'instabilité politique ayant secoué l'archipel ces dernières années, la communauté internationale suit de très près le déroulement de cette élection. L'Afrique du Sud envoie sous la bannière de l'Union africaine 460 hommes pour assurer la sécurité dans l'archipel ; les militaires comoriens sont appelés à rester dans leurs casernes. La Ligue arabe envoie aussi des observateurs, la France quant à elle contribue au budget de l'élection en injectant 1,2 million de dollars via le Programme des Nations unies pour le développement

### Premier tour
Le premier tour, qui est une primaire présidentielle à Anjouan, se déroule le dimanche 16 avril 2006. Les bureaux de vote sont ouverts de 7 heures à 18 heures (heure locale).
Ahmed Abdallah Mohamed Sambi, Mohamed Djaanfari et Ibrahim Halidi terminent en tête et participent donc au second tour.

### Second tour
Le second tour, ouvert à tout l'électorat de l'union des Comores, se déroule le dimanche 14 mai 2006.
Ahmed Abdallah Mohamed Sambi est élu président de l'union des Comores avec 58,02 % des voix.

## Résultats
Les résultats officiels publiés par la Cour constitutionnelle indiquent que 61 467 votes valides sont exprimés lors du premier tour. Cependant, la répartition des voix entre les candidats ne totalise que 54 098 votes, soit une différence de 7 369 voix. Les pourcentages ainsi que le total des voix — incluant les votes blancs et nuls — présentés dans le tableau sont calculés sur la base de ces 54 098 votes.
| Candidats                | Candidats                    | Partis                   | Premier tour | Premier tour | Second tour | Second tour |
| Candidats                | Candidats                    | Partis                   | Voix         | %            | Voix        | %           |
| ------------------------ | ---------------------------- | ------------------------ | ------------ | ------------ | ----------- | ----------- |
|                          | Ahmed Abdallah Mohamed Sambi | Ind                      | 14 568       | 26,93        | 99 112      | 58,02       |
|                          | Mohamed Djaanfari            | Ind                      | 8 052        | 14,88        | 23 322      | 13,65       |
|                          | Ibrahim Halidi               | MPC                      | 6 376        | 11,79        | 48 378      | 28,32       |
|                          | Caabi El-Yachroutu Mohamed   | Ind                      | 5 877        | 10,86        |             |             |
|                          | Nourdine Midiladji           | Ind                      | 5 221        | 9,65         |             |             |
|                          | Nassuf Ahmed Abdallah        | Ind                      | 3 276        | 6,06         |             |             |
|                          | Halidy Charif                | Ind                      | 2 868        | 5,30         |             |             |
|                          | Said Ali Youssouf            | Ind                      | 2 353        | 4,35         |             |             |
|                          | Chadhouli Abdou              | RIDJA                    | 1 918        | 3,55         |             |             |
|                          | Moussa Houmadi               | FD                       | 960          | 1,77         |             |             |
|                          | Loutfi Soulaimane            | PCDP                     | 952          | 1,76         |             |             |
|                          | Abdourahmane Mohamed Ben Ali | Ind                      | 939          | 1,74         |             |             |
|                          | Mohamed Ahmed Chamanga       | Ind                      | 738          | 1,36         |             |             |
|                          |                              |                          |              |              |             |             |
| Votes valides            | Votes valides                | Votes valides            | 54 098       | 94,96        | 170 812     | 96,18       |
| Votes blancs et nuls     | Votes blancs et nuls         | Votes blancs et nuls     | 2 873        | 5,04         | 6 789       | 3,82        |
| Total                    | Total                        | Total                    | 56 971       | 100          | 177 601     | 100         |
| Abstention               | Abstention                   | Abstention               | 60 278       | 51,41        | 132 576     | 42,74       |
| Inscrits / participation | Inscrits / participation     | Inscrits / participation | 117 249      | 48,59        | 310 177     | 57,26       |